# Calamus rotang
Calamus rotang L. é uma palmeira  escandente. Trata-se de uma espécie da  família das Arecaceae, nativa da Índia mas atualmente encontrada sobretudo no sudoeste da Ásia, e da qual se extrai uma liana conhecida como  rotim  ou ratã (do malaio rotan).  - utilizado para o fabrico de  móveis, cestas, bengalas, guarda-chuvas e outros objetos.
A secção basal da planta cresce verticalmente até 10 metros ou mais, após o quê a  liana, delgada e dura, com  alguns centímetros de diâmetro, cresce horizontalmente até atingir um comprimento de 200 metros ou mais. É extremamente flexível e uniforme na espessura. Frequentemente, tem bainhas e pecíolos armados com espinhos que lhe permitem  misturar-se com outras plantas.
A maior parte (aproximadamente 70% da população de rotim do mundo) encontra-se na Indonésia, distribuindo-se entre as ilhas de Bornéu, Celebes e Sumbawa. A restante oferta provém das Filipinas, Sri Lanka, Malásia e Bangladesh. [carece de fontes?]
É uma planta dioica, e as flores se agrupam em inflorescências rodeadas de espinhos. Os frutos são comestíveis, de cor marrom avermelhada. São adstringentes e contêm uma resina vermelha, medicinal, popularmente conhecida como "sangue de dragão".
O rotim pode ser confundido com o junco e ao bambu, pelo aspecto exterior. Porém,  o rotim é uma liana maciça, ao contrário do bambu, que é oco no seu interior. Ademais, o rotim alcança preços bem superiores. Nas florestas onde  cresce, o seu valor económico pode ajudar a proteger as árvores, fornecendo uma alternativa rentável à exploração da madeira.  Além de  crescer muito mais rapidamente do que a maioria das madeiras tropicais, a sua extração é muito mais fácil, requerendo ferramentas simples. O rotim é também muito mais fácil de transportar.

## Medula
Chama-se medula ao rotim refendido, isto é, feito de tiras. Visualmente, a medula é de diâmetro menor e pode até ser confundida com o junco. A medula é mais usada entre os profissionais do ramo, enquanto que o público geralmente não distingue entre medula e rotim propriamente dito.

## Uso
Em geral, os rotins são amplamente utilizados para fazer móveis. O rotim aceita tintas e corantes, assim como a madeira, e por isso está disponível em várias cores. Pode ser trabalhado em muitos estilos e é um material leve e durável.

### Produção de ossos artificiais
Nos inícios de 2010, cientistas em Itália anunciaram que o ratã poderá ser usada na produção de ossos artificiais.

## Galeria

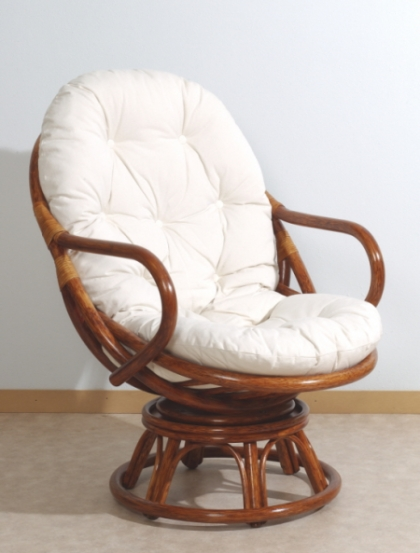
Cadeirão feito com rotim.
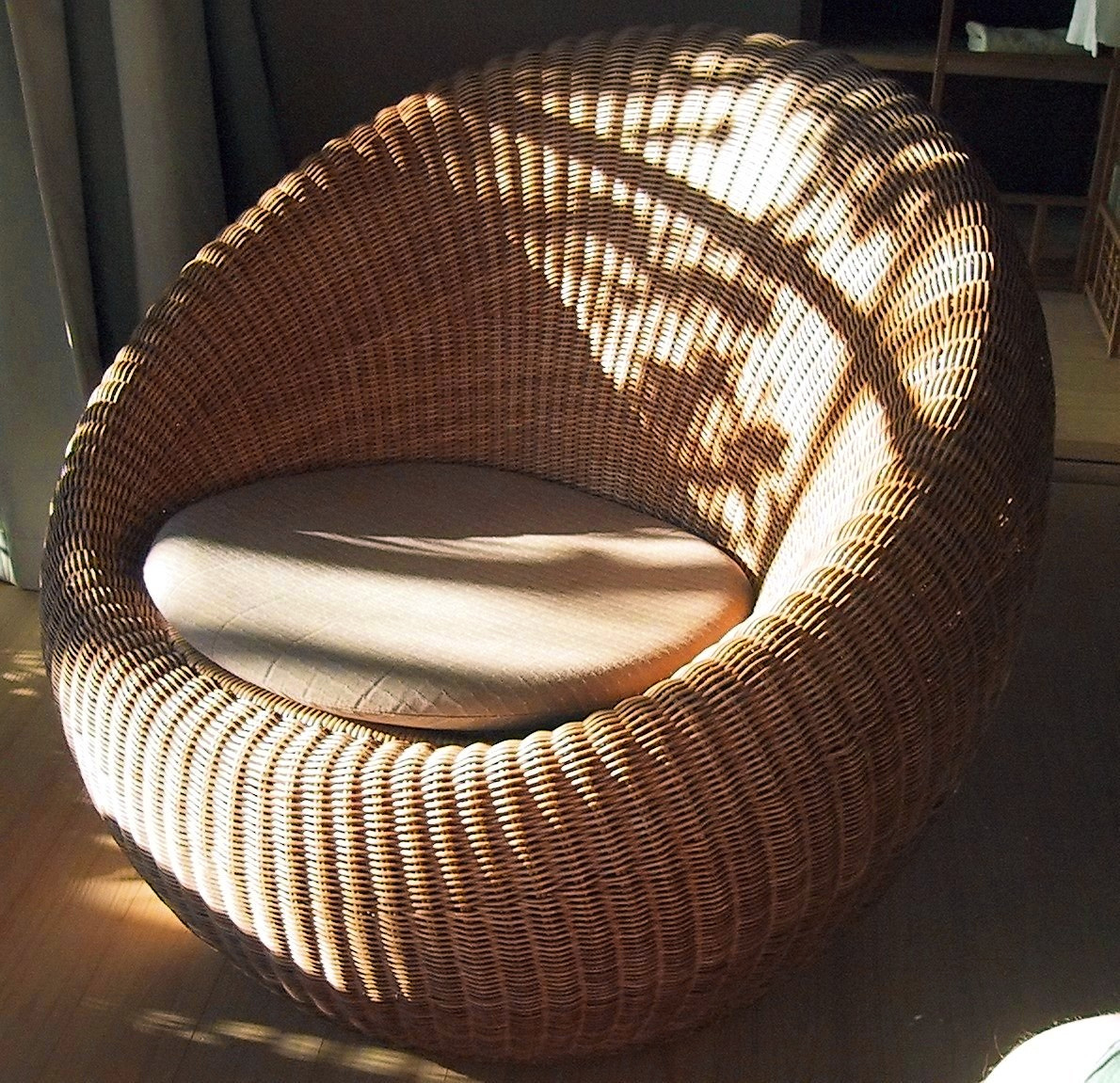
Poltrona feita com medula de rotim.
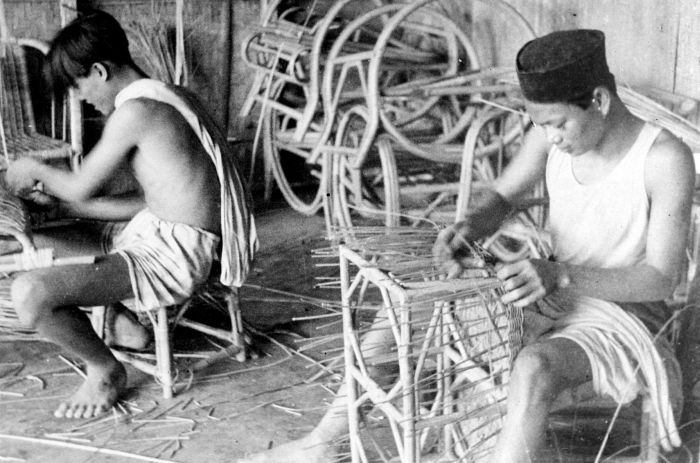
Jovens artesãos indonésios confeccionando móveis de ratã, c. 1948.
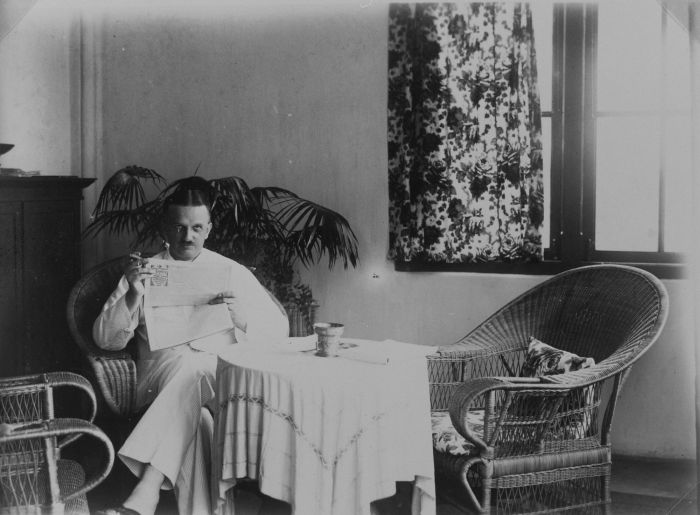
Europeu lê o jornal em uma mesa de ratã, em Buitenzorg (1925).